# طيش عيال (رسوم متحركة)
طيش عيال مسلسل تلفزيوني رمضاني كوميدي درامي سعودي. المسلسل عبارة عن رسوم متحركة متكونة من 15 حلقة، مدة كل حلقة 15 دقيقة. تم عرض المسلسل بعد ان توقف المسلسل الشهير طاش ماطاش

## نبذة عن المسلسل
نشأا في الأزقة الخلفية لمجتمع الرياض الغني. سعيدان وعليان يجسدان واقع أولاد المناطق الشعبية عبر طيش عيال. لا يمكن فهم مسلسل طيش عيال، دون فهم علاقة هاتين الشخصيتين بعضهما ببعض، فهما يعملان كفريق واحد طوال أحداث المسلسل ويقودان الأحداث كشريكين متلازمين لا يفترقان إلا نادرًا.
سعيدان (عبد الله السدحان) 13 عامًا هو الأخ الأكبر عليان (ناصر القصبي) 12 عامًا، وفي معظم الأحيان قد نجد سعيدان يتصرف على أنه الأخ الأكبر، وفي الوقت نفسه يظهر عليان خضوعه لسلطة أخيه، وهذا العلاقة تولد مواقف كوميدية تقوم على تقريع سعيدان لعليان في كثير من الأحيان، وفي أحيان أخرى نادرة يرفض عليان هذه السلطة ويقابل أخاه بندية بل وتنافسية أيضًا.
سعيدان وعليان، هما مثال عن أولاد المناطق الشعبية التي تعيش في كنف العاصمة الرياض، اهتمامهما الضعيف بالتعلم، حبهما للتسكع، شقاوتهما وافتقادهما للانضباط، هي الملامح الأكثر وضوحًا لهاتين الشخصيتين طوال أحداث المسلسل، لذا فالقصة لا تقدمهما كمثل يحتذى من قبل الأطفال، لكن روحهما التواقة للحرية كصبيين نشئا في الأزقة الخلفية لمجتمع الرياض الغني، جعلت منهما شخصيتين ذواتي إمكانيات روائية وكوميدية عالية، لديهما الكثير من القصص الممتعة، لتروى عن طفولة مثيرة للاهتمام وغنية بالتجارب الصبيانية الطريفة.
ما قد نفتقده من قيم إيجابية لدى هاتين الشخصيتين المتمردتين، نجده لدى الشخصيات الرئيسية الأخرى التي تتفاعل معها، ومع هذا فإن كلًا من سعيدان وعليان لا ينفصلان أبدًا عن النمط الاجتماعي السائد ولا يخرجان عنه البتة، فاحترامهما للأعراف الاجتماعية والتزامهما بالقيم الدينية واتصالهم الصحي بالعائلة، واضح في كل التفاصيل والأحداث، فهما لا يتعمدان أبدًا اختراق المحظور، لكنهما كثيرًا ما يقعان فيه بدافع من فضولهما الوثاب وروحهما التواقة للتجريب والتفاعل والمغامرة.
وبخلاف البطولة التقليدية التي تقدم نفسها كقدوة، نجد أن سعيدان وعليان، يقدمان نمطًا فريدًا من البطولة تجعلهما أقرب إلى العبرة منها إلى القدوة، مما يقدم للمشاهد فرصة مشاهدة ممتعة، مضحكة، وآمنة تصلح للكبار والصغار على حد سواء، فيها عرض لصورة واقعية غير منمقة عن الحياة. يحاول المسلسل معالجة قضايا المجتمع السعودي بإطار كوميدي ساخر. فلكل حلقة قصة وهدف. 
يُقدم العمل مجموعة من صور شخصيات المسلسل الشهير طاش ما طاش على شكل كرتوني.

## أداء الأصوات
وقام بأداء الأصوات كثير من الممثلين السعوديين من أهمهم:

### بطولة
- ناصر القصبي: بدور عليان وفؤاد وأبو علي.
- عبد الله السدحان: بدور سعيدان وأبو حسين وأبو مساعد .
- فهد الحيان: بدور هزار ومصطفى.
- حبيب الحبيب: بدور مساعد.

### بالاشتراك مع
- علي المدفع: بدور أبو سعيدان.
- وجنات الرهبيني: بدور أم سعيدان.
- أحمد العليان : بدور أبو فؤاد
- ريماس منصور.
- أغادير السعيد.
- عماد اليوسف.
- عبد العزيز السكيرين : المدير المدرسة وأبو مركاز .
- أمجاد العمر.

## قائمة الحلقات
- 1 ياء
- 2 الشغالة
- 3 الزين.. إسمه زين
- 4 العمل أخلاق
- 5 أخلاق العمل
- 6 خفة النفس
- 7 الجار للجار
- 8 من يساعد من
- 9 الهدية مطية
- 10 الحرنتف
- 11 جعلك الصلاح
- 12 التوصيلات
- 13 التفتيش
- 14 ناموا عندنا
- 15 الطريق إلى مكة